# Woodstock (város, Vermont)
Woodstock település az Amerikai Egyesült Államok Vermont államában, Windsor megyében, melynek megyeszékhelye is. Lakosainak száma 3005 fő (2020. április 1.).

## Népesség
A település népességének változása:

| 2010 | 3 048 |
| 2020 | 3 005 |